# Лидо (кабаре)
„Лидо“ (на френски: Lido, Le Lido, Lido de Paris, Plage de Paris) е кабаре на булевард „Шанз-Елизе“ в Париж, открито през 1946 г.
Известно е със своите екзотични представления, които конкурират тези в Лас Вегас, както и че Елвис Пресли е изнесъл импровизиран концерт през 1959 г. Много други известни изпълнители са участвали в програмите на „Лидо“ - сред тях са Едит Пиаф, Морис Шевалие, Марлене Дитрих, Джозефин Бейкър, Елтън Джон, Лаурел и Харди, Далида, Шърли Маклейн, Митци Гейнор.